# P'yŏngan
Pyongan (Pyeóngan-do, en hangul:평안도, en hanja:平安道) fue una de las antiguas ocho provincias que componían Corea durante la dinastía Joseon. Pyongan se ubicaba en el noroeste de la península y su capital era Pionyang.

## Historia
La provincia de Pyongan fue establecida en 1413 y su nombre derivaba de dos de sus principales ciudades: P'yŏngyang (평양; 平壤) y Anju (안주; 安州).
En 1895 la provincia fue reemplazada por los distritos de Kang gye (Kang gye-bu; 강계부; 江界府) en el noreste, Ŭiyu (Ŭiyu-bu; 의주부; 義州府) en el noroeste y Pyeóng yang (Pyeóngyang-bu; 평양부; 平壤府) al sur.
En 1896 los distritos de Kanggye y Ŭiju fueron reorganizados en la provincia de Pyeongan del Norte y el distrito de Pionyang fue reorganizado en la provincia de Pyongan del Sur. Tanto la provincia del norte de Pyongan como la del sur pertenecen al día de hoy a Corea del Norte.